# Talgo
Talgo (officielt Patentes Talgo, SAU) er en spansk producent af intercity-, standard- og højhastighedstog.
TALGO er en forkortelse for Tren Articulado Ligero Goicoechea Oriol og virksomheden er navngivet efter grundlæggerne Alejandro Goicoechea og José Luis Oriol. Virksomheden blev etableret i 1942.